# Număr intangibil
În matematică, un număr intangibil este numărul întreg pozitiv m ce nu poate fi exprimat ca suma divizorilor alicoți ai unui întreg pozitiv n (n poate fi diferit sau chiar egal cu m). Divizorii pozitivi ai lui n fără n însuși se numesc divizori alicoți, iar suma acestora se numește sumă alicotă a lui n.
Studiul lor se întoarce cel puțin la Abu Mansur al-Baghdadi (circa 980 - 1037 d.Hr.), care a observat că atât 2 cât și 5 sunt intangibile.

## Exemplu
De exemplu, numărul 4 nu este un număr intangibil pentru că este egal cu suma divizorilor alicoți ai numărului 9, și anume 1 și 3. În schimb, numărul 5 este intangibil, deoarece nu este suma divizorilor proprii ai vreunui număr întreg pozitiv: 5 = 1 + 4 este singura modalitate de a scrie 5 ca sumă de numere întregi pozitive distincte printre care și 1, iar dacă 4 se divide la un număr, 2, de asemenea, 1 + 4 nu poate fi suma tuturor divizorilor proprii ai unui număr (deoarece lista factorilor ar trebui să conțină atât 4 cât și 2).
Primele 21 numere intangibile sunt:
2, 5, 52, 88, 96, 120, 124, 146, 162, 188, 206, 210, 216, 238, 246, 248, 262, 268, 276, 288, 290.

## Problemă nerezolvată a matematicii
Este conjecturat, deci nedovedit deocamdată, că numărul 5 este singurul număr impar intangibil.
Numerele perfecte nu pot fi intangibile prin definiție, fiind egale cu suma propriilor divizori alicoți. Matematicianul Paul Erdős a demonstrat că există o infinitate de numere intangibile. 